# Balcon de la Mescla
Balcon de la Mescla je výjimečná vyhlídka na levém břehu soutěsky Gorges du Verdon nacházející se na katastrálním území francouzské obce Rougon v departementu Alpes-de-Haute-Provence v regionu Provence-Alpes-Côte d'Azur. Dvě vyhlídkové plošiny se nalézají ve výšce 250 metrů nad meandrem vyhloubeným po miliony let vodami řeky Verdon nad jeho soutokem s řekou Artuby. 

## Přístupnost
Od jezera Lac de Sainte-Croix se k Balcon de la Mescla dostanete po silnici D71, která vede přes Aiguines, dále přes Col d'Illoire na parkoviště u vyhlídkových plošin asi 1 km za mostem Pont de l'Artuby a několik kilometrů před křižovatkou se silnicí D90 vedoucí do středověké vesnice Trigance. Pokud přijíždíte z druhé strany, od Castellane, musíte jet nejprve po silnici D952, pak odbočit po silnici D955 směrem na Soleils a po dalších asi 3 km odbočit na silnici D90 směrem ke středověké vesnici Trigance, která se posléze napojuje na silnici D71 směrem na Aiguines. Velké parkoviště umožňuje zaparkovat v bezprostřední blízkosti vyhlídek. 
Vyhlídkové plošiny nabízejí výhledy na řeku Verdon vinoucí se kolem skalnatého výběžku Brèche Imbert nutícího vody Verdonu vytvořit nádherný říční meandr před jeho soutokem s řekou Artuby. V tomto místě je Verdon hluboce zaříznutý mezi skalami, jejichž výška od hladiny řeky dosahuje téměř 500 metrů.

## Galerie

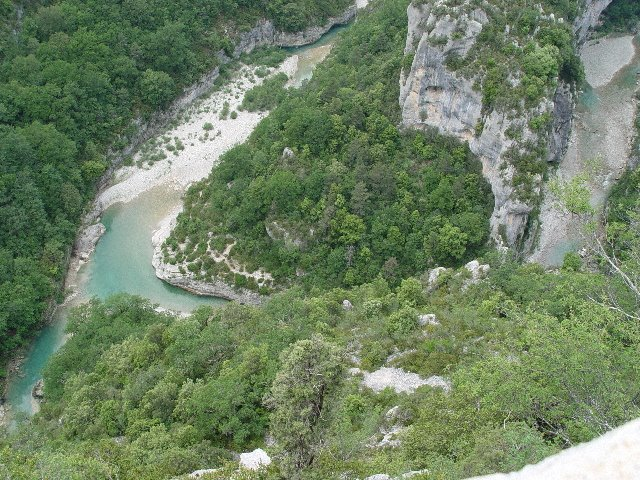
pohledy z vyhlídkových plošin Bacon de la Mescla
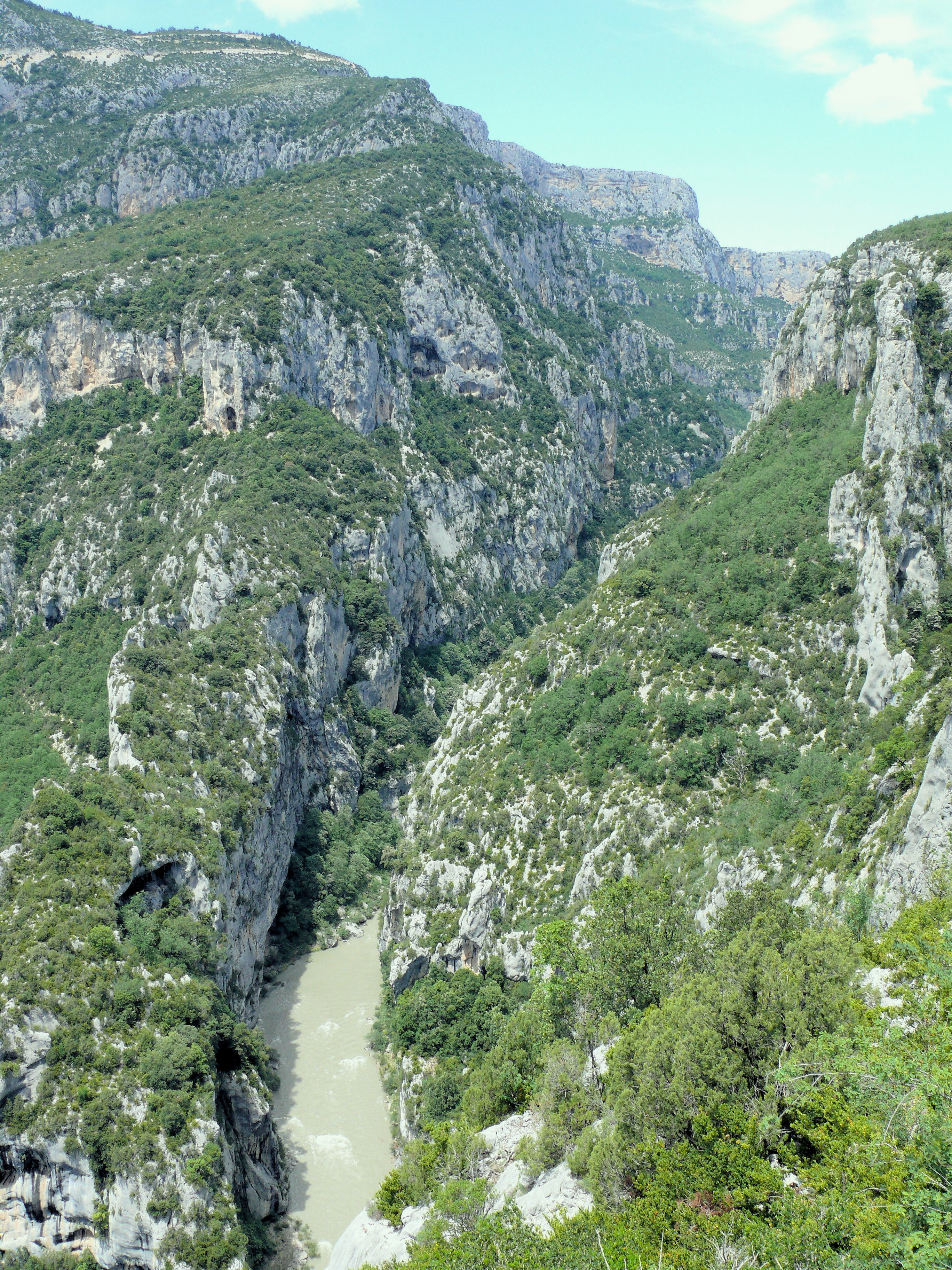
pohledy z vyhlídkových plošin Bacon de la Mescla
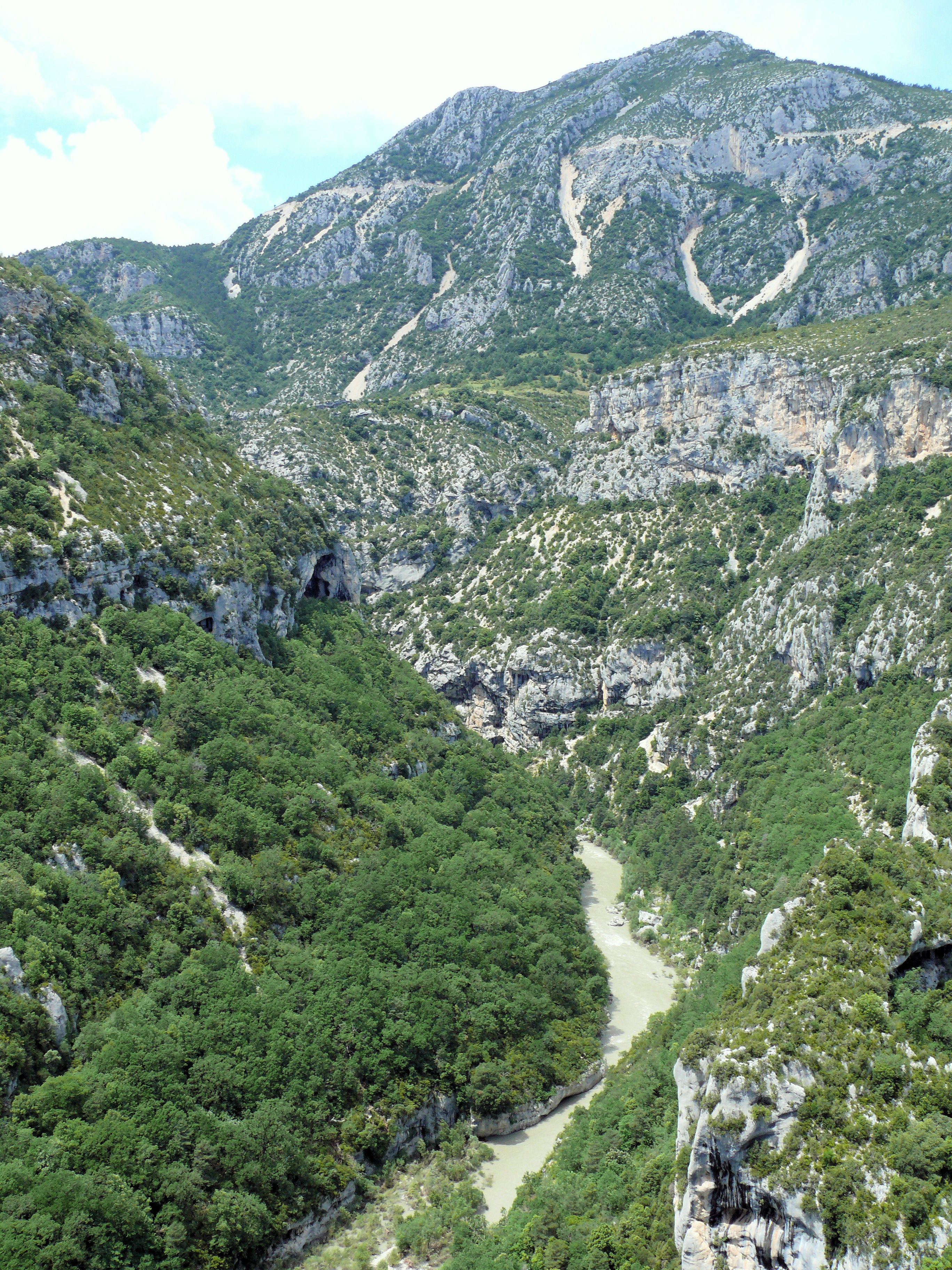
pohledy z vyhlídkových plošin Bacon de la Mescla
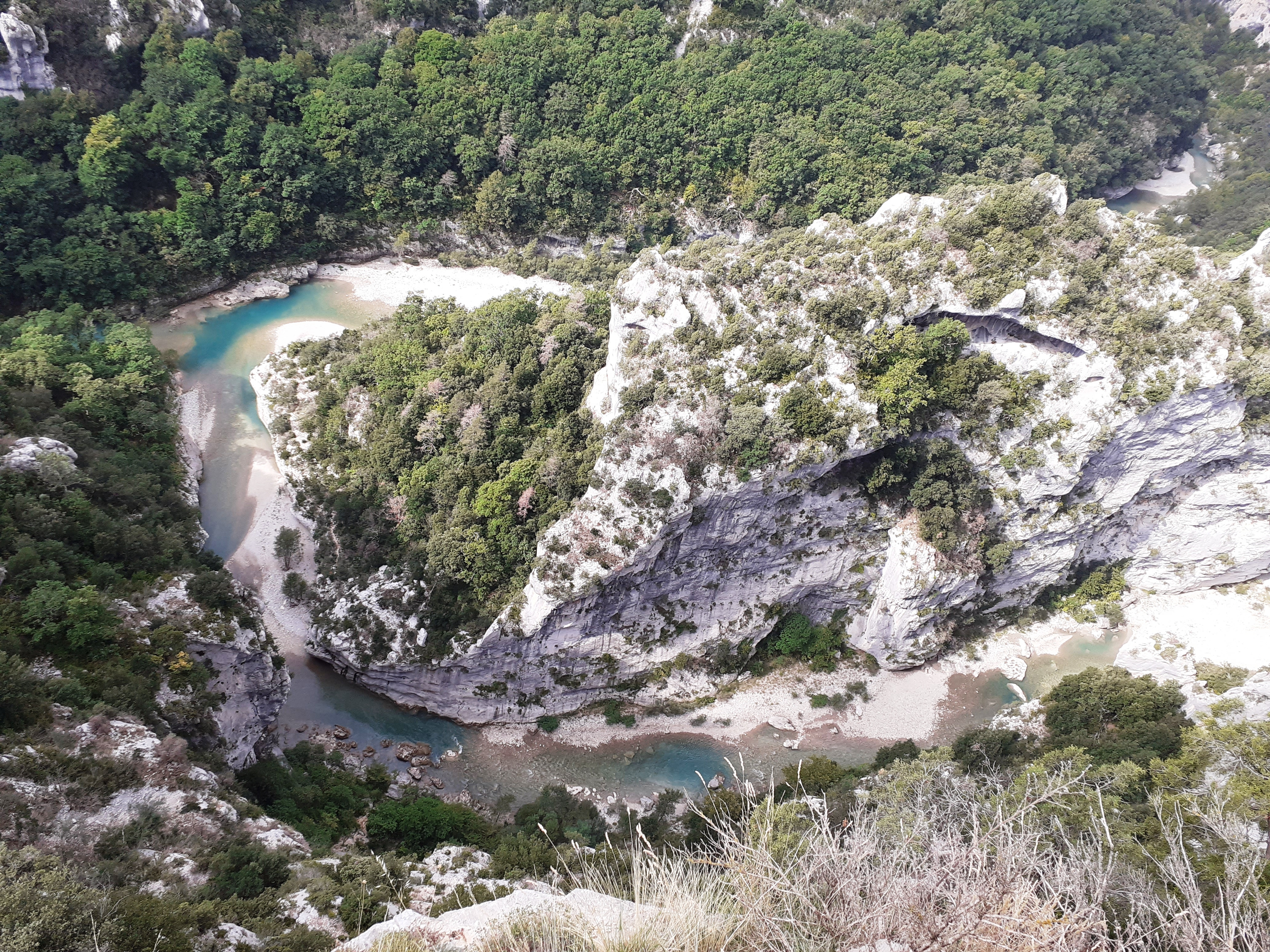
pohledy z vyhlídkových plošin Bacon de la Mescla
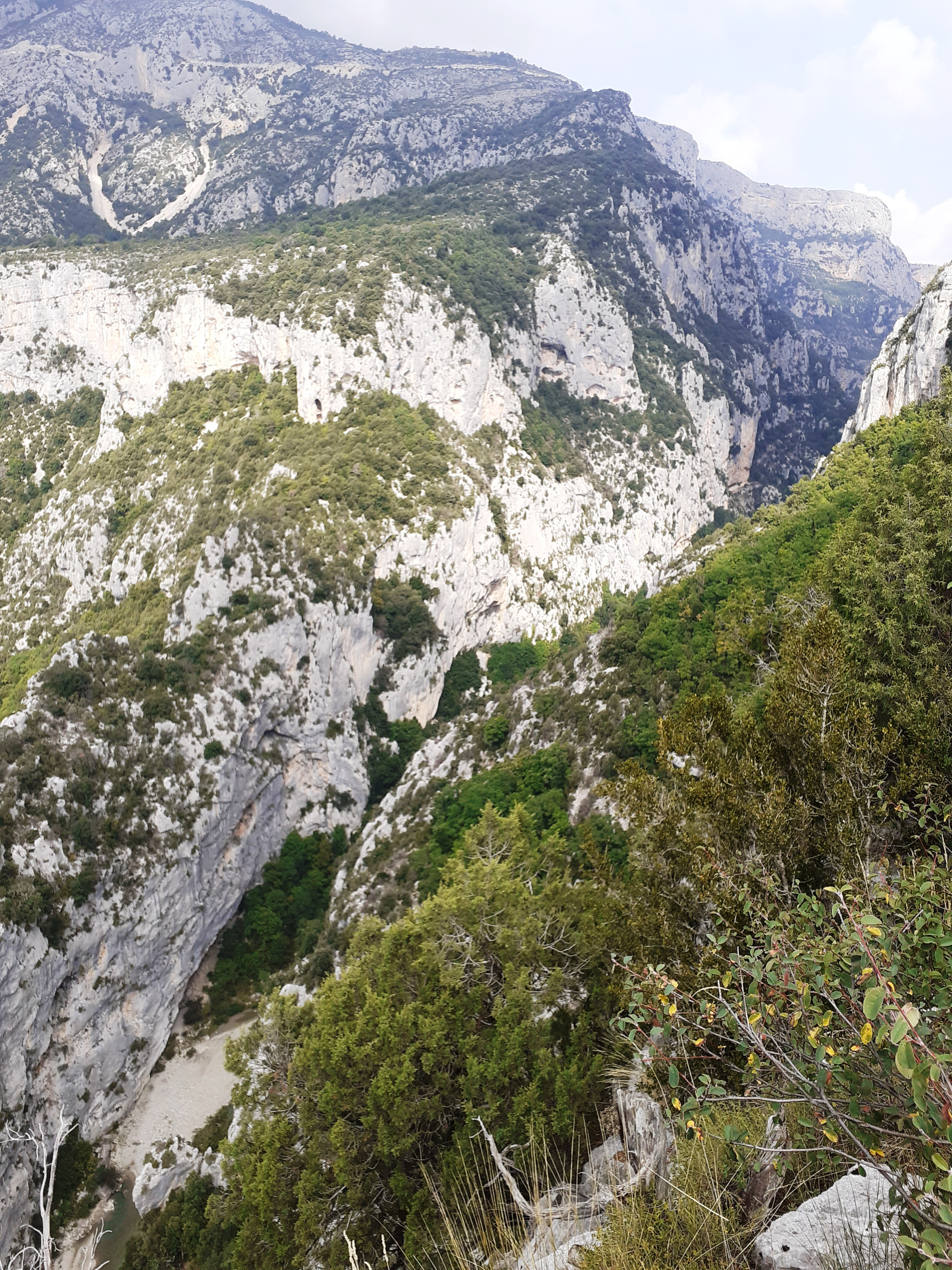
pohledy z vyhlídkových plošin Bacon de la Mescla
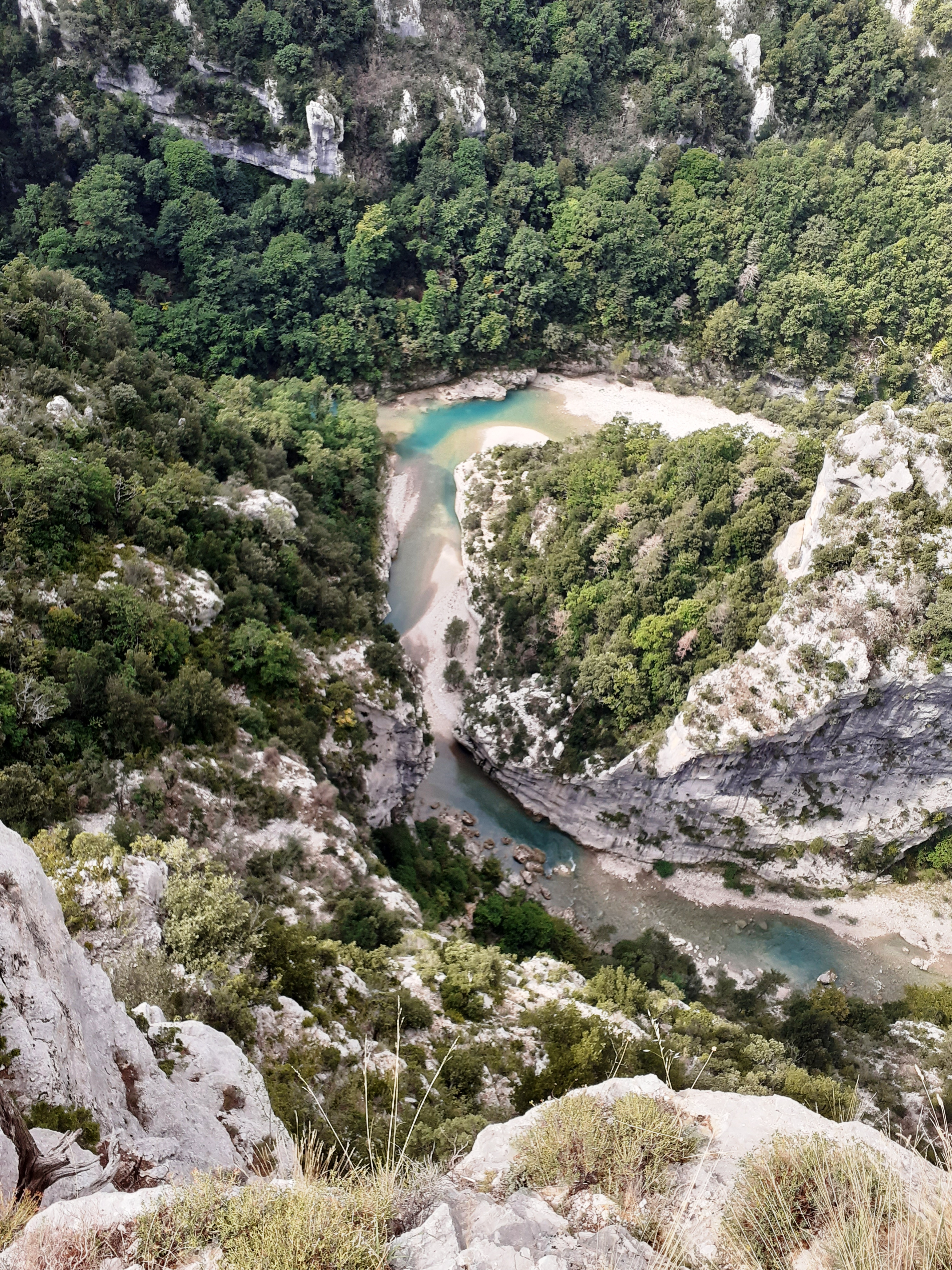
pohledy z vyhlídkových plošin Bacon de la Mescla